# 囊颖草
囊颖草（学名：Sacciolepis indica）为禾本科囊颖草属下的一个种。种名indica意为印度的。